# Leonardo Vonić
Leonardo Vonić (* 10. Juli 2003 in Darmstadt) ist ein kroatisch-deutscher Fußballspieler. Seit Januar 2025 steht der Offensivspieler beim FC Porto unter Vertrag. Davor gespielt bei Rot-Weiß Essen. 

## Karriere

### Verein
Nach seinen Anfängen in der Jugendabteilung des TS Ober-Roden und des FSV Frankfurt wechselte er im Januar 2020 in die Jugendabteilung des 1. FC Nürnberg. Für seinen Verein kam er zu vier Spielen in der B-Junioren-Bundesliga und 20 Spielen in der A-Junioren-Bundesliga, bei denen ihm insgesamt 18 Tore gelangen. Im Sommer 2022 wurde er in den Kader der zweiten Mannschaft in der Regionalliga Bayern aufgenommen.
Im Sommer 2023 wechselte er nach 23 Toren in 41 Ligaspielen zum Drittligisten Rot-Weiss Essen. Seinen ersten Profieinsatz hatte er am 4. August 2023, dem 1. Spieltag, als er bei der 1:2-Auswärtsniederlage gegen den Halleschen FC in der 87. Spielminute für Vinko Šapina eingewechselt wurde. Am 22. Oktober 2023, dem 12. Spieltag der Saison, erzielte er sein erstes Profitor beim 2:1-Sieg der Essener gegen den 1. FC Saarbrücken. Mit neun Saisontoren trug er zum Erreichen des siebten Tabellenplatzes am Ende der Spielzeit 2023/24 bei. Auch in der folgenden Spielzeit gehörte er mit fünf Treffern bis zur Winterpause zu den torgefährlichsten Spielern des Klubs.
Im Januar 2025 verließ Vonić RWE und schloss sich dem FC Porto an, wo er als Spieler für die in der zweitklassigen Segunda Liga antretende B-Mannschaft des portugiesischen Klubs vorgesehen ist.

### Nationalmannschaft
Vonić hat für die U19 des Deutschen Fußball-Bundes ein Länderspiel bestritten. Im Anschluss erfolgte sein Verbandswechsel zum Kroatischen Fußballverband, für dessen U20 er zwei Länderspiele absolviert hat, bei denen ihm zwei Tore gelangen.